# Baguet
Una baguet, del francès baguette, és un tipus de barra de pa blanc d'origen francès molt popular a França i a altres països francòfons.

## Descripció

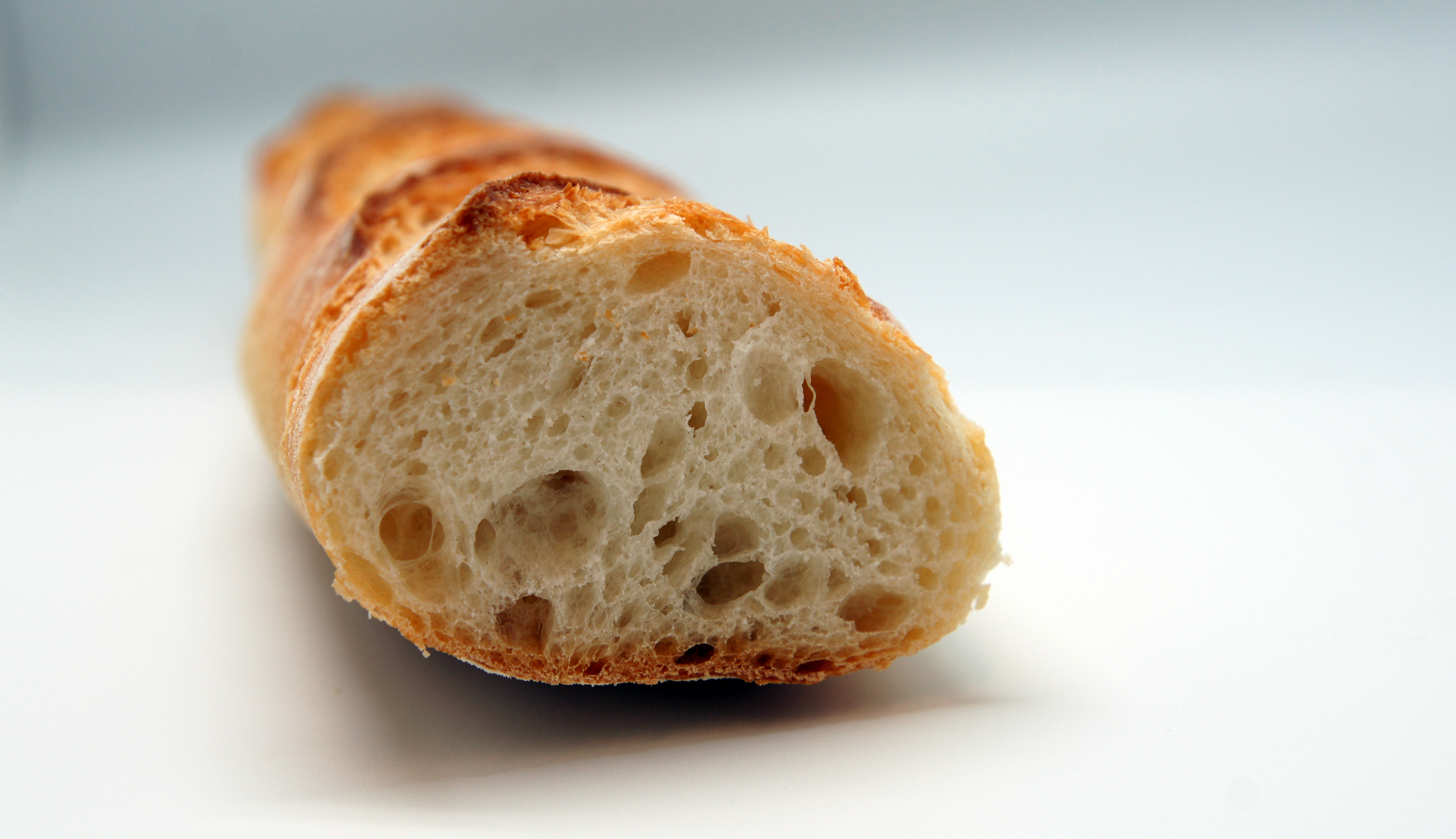
Una típica baguet

La baguet té forma de barra llarga i estreta, i mesura aproximadament entre 60 i 70 cm de longitud. Les baguets tenen generalment una crosta dura a l'exterior i són tendres a l'interior, però s'han de menjar ràpidament perquè es fan dures al cap de poc temps.
Com passa amb altres barres de pa, les puntes de la baguet es coneixen com a crostons.